# مرگ بر دیکتاتور
مرگ بر دیکتاتور، از جمله شعارهای سیاسی رایج و پر استفاده در ایران است که به‌خصوص در جریان خیزش ۱۴۰۱ ایران از سوی معترضان ایرانی در خیابان‌ها و نیز اماکن عمومی سرداده شد یا در دیوارها و معابر نوشته شد. مخاطب این شعارها علی خامنه‌ای رهبر کنونی نظام جمهوری اسلامی ایران می‌باشد. این شعار همچنین در طول تاریخ معاصر در اعتراضات و تظاهرات مردم کشورهایی که علیه رژیم‌های دیکتاتوری و سلطنتی اعتراض و مبارزه می‌کردند مورد استفاده قرار گرفته و می‌گیرد.

## پیشینه

### دوران جمهوری اسلامی
این شعار در طول حکومت نظام جمهوری اسلامی بارها در اعتراضات و عموماً پس از حادثه‌های مختلف که منجر به نارضایتی مردم از شیوه اداره مملکت توسط حکومت شده توسط معترضان استفاده شده است.
- در دی‌ماه ۱۳۹۸ و پس از حادثه مرگبار شلیک پدافند هوایی سپاه پاسداران انقلاب اسلامی و سقوط هواپیمای اوکراینی معترضان با حضور در خیابان‌ها و سپس در محل حادثه خشم خود را با فریاد این شعار و دیگر شعارهای ضد حکومتی نشان دادند.[۶]
- در اردیبهشت ۱۴۰۱ و پس از گرانی چند برابری اقلام ضروری مواد غذایی و دیگر کالاهای اساسی، معترضان با برپایی اعتراضات در شهرهای مختلف ایران شعار «مرگ بر دیکتاتور» سر دادند.[۷][۸]
- در مرداد ماه ۱۴۰۱ و در پی بحران آب در استان خوزستان، معترضان در شهرهای این استان و چند استان دیگر با اعتراض به انتقال آب خوزستان به استان همجوار و سد سازی‌های بی‌رویه توسط سپاه پاسداران و سوء مدیریت دولت شعار «مرگ بر دیکتاتور» سر دادند.[۹]

#### خیزش ۱۴۰۱ ایران
- در ۱۲ آبان ۱۴۰۱ و به مناسبت چهلم شماری از کشته‌شدگان خیزش ۱۴۰۱ ایران که در کرج برگزار شد، در جریان درگیری‌های ۱۴۰۱ کرج جمعیت زیادی در بلوار بهشتی کرج دست به تظاهرات زدند و شعارهای «خامنه‌ای قاتله، ولایتش باطله»، «مرگ بر دیکتاتور» و «آزادی، آزادی، آزادی» سر دادند.[۱۰]

## دیکتاتور و حکومت دیکتاتوری
دیکتاتور یک رهبر سیاسی است که دارای قدرت مطلق است. کشوری که توسط دیکتاتور حکومت می‌شود دیکتاتوری نامیده می‌شود. کلمه دیکتاتور برگرفته از عنوان یک کلانتر در جمهوری روم است که در مواقع اضطراری و دوران بحران به منظور حکومت بر جمهوری، توسط سنای روم تعیین می‌شد.
دیکتاتور برای عنوان کسی به کار می‌رود که در ظاهر بدون داشتن مقام رسمی پادشاهی با قدرت مطلقه کامل و بدون نظارت و محدودیت قانونی، بر کشوری حکومت می‌کند و در برخی موارد دولت برخواسته از رای مردم نیز را به تمکین و اطاعت وامی‌دارد و شخص منتخب و کابینه دولت وی نیز مجبور به اجرای اوامر او هستند.